# 長門長沢駅
長門長沢駅（ながとながさわえき）は、山口県宇部市大字東須恵字大丸田にある、西日本旅客鉄道（JR西日本）小野田線の駅である。

## 歴史
- 1929年（昭和4年）5月16日：宇部電気鉄道が沖ノ山旧鉱（後の宇部港） - 居能 - 雀田 - 新沖山間で開業した際に、長沢停留場として開設[2]。
- 1940年（昭和15年）3月5日認可：停車場に変更[2]。長沢駅となる[2]。
- 1941年（昭和16年）12月1日：宇部電気鉄道が宇部鉄道に合併し、同社の駅となる[3]。
- 1943年（昭和18年）5月1日：宇部鉄道国有化[2]。国有鉄道宇部西線の駅となる。同時に長門長沢駅に改称[2]。
- 1948年（昭和23年）2月1日：宇部西線が小野田線に改称され[3]、当駅もその所属となる。
- 1965年（昭和40年）10月1日：貨物取扱廃止[2]。
- 1966年（昭和41年）4月1日：荷物扱い廃止[2]。
- 1971年（昭和46年）10月1日：無人駅化[4]。
- 1978年（昭和53年）3月：簡易駅舎に改築[5]。
- 1987年（昭和62年）4月1日：国鉄分割民営化によりJR西日本が継承[2]。

## 駅構造

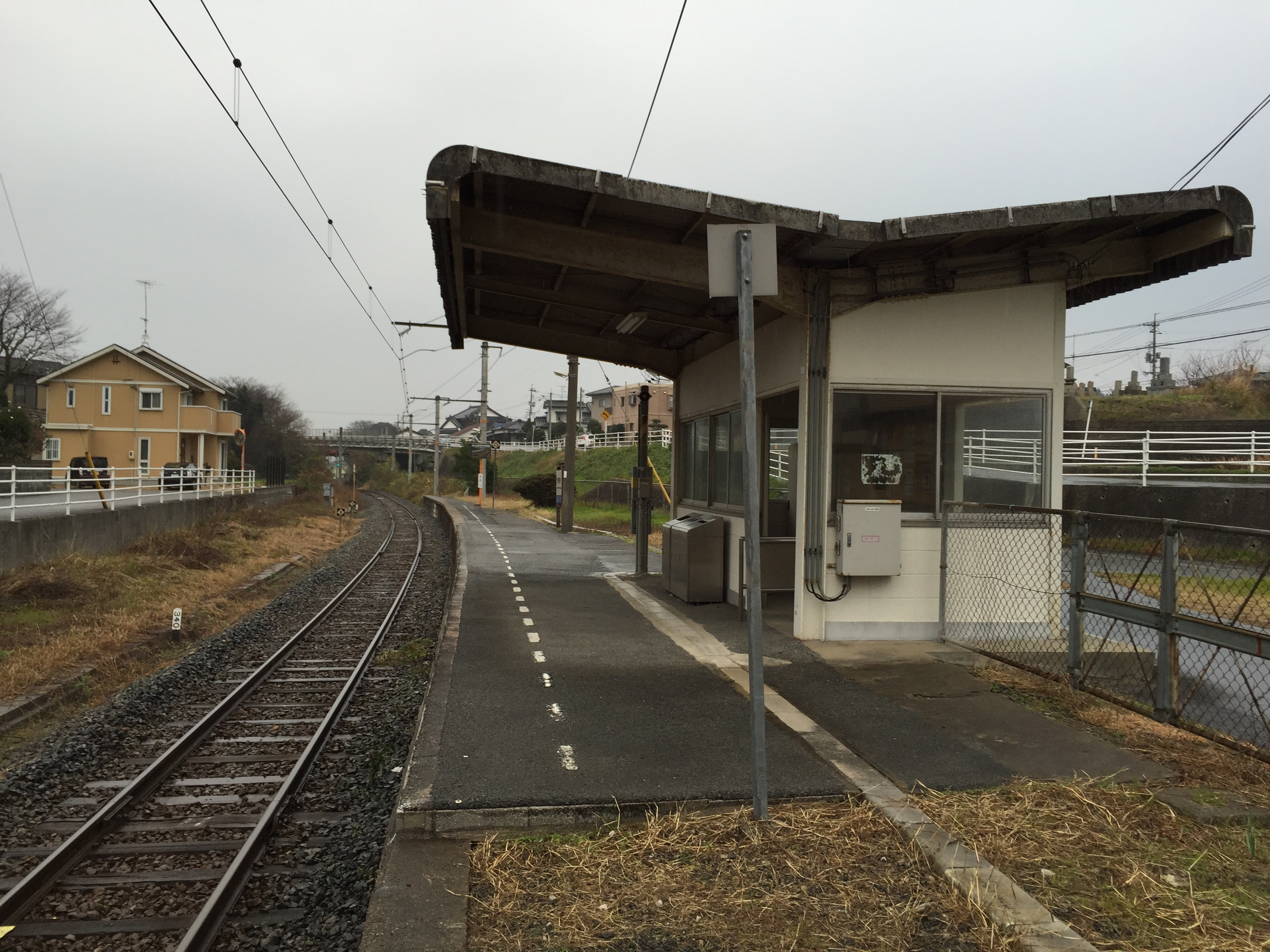
ホーム（2015年12月）

小野田方面に向かって左側に単式ホーム1面1線を有する地上駅（停留所）。待合所を備えた無人駅である。自動券売機は設置されていない。

## 利用状況
1日平均乗車人員は以下の通り。
| 乗車人員推移 | 乗車人員推移 |
| 年度         | 1日平均人数  |
| ------------ | ------------ |
| 1999         | 58           |
| 2000         | 59           |
| 2001         | 51           |
| 2002         | 45           |
| 2003         | 38           |
| 2004         | 32           |
| 2005         | 32           |
| 2006         | 29           |
| 2007         | 25           |
| 2008         | 22           |
| 2009         | 24           |
| 2010         | 19           |
| 2011         | 22           |
| 2012         | 21           |
| 2013         | 15           |
| 2014         | 11           |
| 2015         | 12           |
| 2016         | 12           |
| 2017         | 10           |
| 2018         | 9            |
| 2019         | 9            |
| 2020         | 10           |
| 2021         | 14           |
| 2022         | 12           |

## 駅周辺
- 水神社
- 山陽小野田市立山口東京理科大学

## 隣の駅
西日本旅客鉄道（JR西日本）
■小野田線
妻崎駅 - 長門長沢駅 - 雀田駅